# 디멘션 필름스
디멘션 필름스(영어: Dimension Films)는 1992년에 미라맥스가 설립한 공포 영화 전문 제작사로, 1993년 미라맥스가 월트 디즈니 컴퍼니에 인수됨에 따라서 디멘션 필름스도 한동안 월트 디즈니 계열에 속하게 되었었다.
그러나 2005년 월트 디즈니 경영진과의 마찰 때문에 와인스타인 형제가 와인스틴 컴퍼니를 따로 설립하게 되면서 디멘션 필름스의 지분을 모두 가져가 지금은 와인스틴 컴퍼니의 자회사를 거쳐 지금의 랜턴 엔터테인먼트의 자회사가 되었다.

## 같이 보기
- 스크린 젬스